# Armored Dawn
Armored Dawn je brazilská heavymetalová hudební skupina založená v roce 2011 v São Paulu v Brazílii. Založil ji téměř padesátiletý lékař Eduardo Parras, který si tím splnil svůj klukovský sen mít vlastní kapelu. V roce 2016 vydala skupina na vlastní náklad debutové album Power of Warrior. To bylo produkováno Tommym Hansenem a smícháno Peterem Tägtgrenem.

## Sestava
- Eduardo Parras – zpěv
- Tiago de Moura – kytara
- Timo Kaarkoski – kytara
- Rafael Agostino – klávesy
- Fernando Giovannetti – basová kytara
- Rodrigo Oliveira – bicí

## Diskografie
- Power of Warrior (2016)
- Barbarians in Black (2017)